# 比利·毕晓普
威廉·埃弗里·毕晓普（英語：William Avery Bishop，1894年2月8日—1956年9月11日），通称比利·毕晓普（英語：Billy Bishop），是第一次世界大战中的加拿大飞行王牌，共击落72架敌机之多。曾获得维多利亚十字勋章。